# Liste der Kulturdenkmale in Merseburg
In der Liste der Kulturdenkmale in Merseburg sind alle  Kulturdenkmale der Stadt Merseburg und ihrer Ortsteile aufgelistet. Grundlage ist das Denkmalverzeichnis des Landes Sachsen-Anhalt, das auf Basis des Denkmalschutzgesetzes des Landes Sachsen-Anhalt vom 21. Oktober 1991 durch das Landesamt für Denkmalpflege und Archäologie Sachsen-Anhalt erstellt und seither laufend ergänzt wurde (Stand: 31. Dezember 2023).
Diese Liste ist eine Teilliste der Liste der Kulturdenkmale im Saalekreis.

## Kulturdenkmale nach Ortsteilen

### Merseburg

#### Altstadt mit Neumarkt
| Lage | Bezeichnung                                         | Beschreibung | Erfassungs- nummer | Ausweisungsart | Bild |
| --- | --------------------------------------------------- | --- | ------------------ | -------------- | --- |
| Altenburger Damm Am Neumarktturm Gotthardtstraße Große Ritterstraße Hölle (Karte) | Stadtbefestigung                                    | Ehemalige Stadtbefestigung, Am westlichen Rand der Altstadt befinden sich die letzten Reste der ehemaligen Stadtbefestigung: Eulenturm, Klia-Bach als natürlicher Wassergraben und der Altenburger Damm als Stadtwall zwischen Hölle und Hälter Straße                                                                                   | 094 20904          | Baudenkmal     | Stadtbefestigung |
| Am Neumarkttor 1 (Karte) | Wohn- und Geschäftshaus                             | Historistisches Gebäude unter Einbeziehung von Stadtbefestigungsresten und eines barocken Baus | 094 20105          | Baudenkmal     | Wohn- und Geschäftshaus |
| Am Neumarkttor 2 (Karte) | Wohn- und Geschäftshaus                             | Verputzter Fachwerkbau | 094 20106          | Baudenkmal     | Wohn- und Geschäftshaus |
| Am Neumarkttor 3 (Karte) | Neumarktmühle                                       | ehemalige Wassermühle | 094 20107          | Baudenkmal     | Weitere Bilder |
| Am Neumarkttor Brauhausstraße Domstraße Grüne Straße Hälterstraße Obere Burgstraße (Karte) | Domburg                                             | Befestigung der Domburg. Im Hochmittelalter wurde die sogenannte Heinrichsmauer in drei Mauerringen um den Domhügel angelegt. Die Anlage wurde später erweitert, modernisiert und zum Teil überbaut. Der äußere Mauerring ist der am besten erhaltene. Zu ihm gehören die Schwarze Bastion, der Dicke Heinrich und das Krumme Tor.       | 094 20139          | Baudenkmal     | Weitere Bilder |
| An der Hoffischerei 1, 3 Hälterstraße 19, 21, 23, 25, 27, 29, 34, 36 (Karte) | Häusergruppe                                        | Die straßenbildprägende Häuserzeile wurde zwischen 1900 und 1920 errichtet. Die teilweise villenartige Wohnhäuser zeigen Schaufassaden mit historisierenden Stilelementen. | 094 20226          | Denkmalbereich | Häusergruppe |
| An der Hoffischerei 8, 10 bis 18, 20, 22, 24 (Karte) | Straßenzug                                          | Der Straßenzug An der Hoffischerei ist von einem kaum veränderten Erscheinungsbild der Gründerzeit geprägt. | 094 20649          | Denkmalbereich | Straßenzug |
| Bahnhofsplatz (Karte) | Bahnhof Merseburg                                   | Nach Kriegszerstörung Mitte der 1950er Jahre Neubau nach einem 1949 gefertigten Entwurf des Leipziger Architekten Eberhard Werner; Hauptbau mit monumentalisierenden Fensterstreifen sowie zwei Seitengebäude | 094 20215          | Baudenkmal     | Weitere Bilder |
| Bahnhofsplatz Auf dem Gelände der Deutschen Bahn, südlich vom Bahnhof (Karte) | Wasserturm am Bahnhof Merseburg                     | Wasserturm 1906 errichtet, diente zur Versorgung von Dampflokomotiven mit Wasser | 094 20903          | Baudenkmal     | Weitere Bilder |
| Bahnhofsplatz, Bahnhofstraße 18, König-Heinrich-Straße 1, 1a, 2, 3, 3a, 4, 5, 5a, 6, 7, 8, 8a, 8b, 8c, 9, 9a (Karte) | Straßenzug                                          | Bebauung Mitte der 1950er Jahre nach Kriegszerstörung; Wohn- und Geschäftsbauten, geprägt durch die nationale Bautradition und die Architekturauffassung der Nachkriegszeit | 094 20913          | Denkmalbereich | Straßenzug |
| Bahnhofstraße An der Ostseite der alten Wallanlagen (Karte) | König-Heinrich-Denkmal                              | Skulptur König-Heinrich-Denkmal, überlebensgroße Plastik von Heinrich I. von Paul Juckoff | 094 20112          | Baudenkmal     | Weitere Bilder |
| Bahnhofstraße 7 (Karte) | Sekundarschule Johann Wolfgang von Goethe Merseburg | Schule Goethe-Schule, in den Formen italienischer Stadtpaläste errichteter Schulbau von 1885 mit barockem Grundriss, Fassade mit Terrakottaschmuck, historistischer Turnhallenbau von 1882 | 094 20284          | Baudenkmal     | Weitere Bilder |
| Bahnhofstraße 10 (Karte) | Wohn- und Geschäftshaus                             | Mehrflügeliger Komplex, als Kreishaus 1928/29 vom Architekten Paul Schultze-Naumburg geplant und errichtet | 094 20113          | Baudenkmal     | Weitere Bilder |
| Bahnhofstraße 14 (Karte) | Katholische Kirche St. Norbert                      | Neugotischer Bau | 094 20114          | Baudenkmal     | Weitere Bilder |
| Bahnhofstraße 17 (Karte) | Wohn- und Geschäftshaus                             | Weitgehend original erhaltenes Gebäude aus der Zeit nach 1927 mit expressionistischen Anklängen in Bezug auf die Erkerformen | 094 20115          | Baudenkmal     | Wohn- und Geschäftshaus |
| Brauhausstraße 4, 6, 8, 17 Burgstraße 1–5, 9, 11, 13, 15, 17, 21 Domplatz 1–7, 9 Dompropstei 2, 3, 5, 7 Domstraße 1–3, 3a, 4–13, 15 Georgstraße 2, 4, 5 Grüne Straße 1 Grüner Markt Hälterstraße 2, 4, 6 Kloster 1–5, 7, 9, 11 Markt 1, 6, 8, 10, 12, 14, 21–27, 29, 31, 33 Mühlberg 1, 3, 5 Oberaltenburg 2–5, 7–9, 11, 13, 15a, 17 Obere Burgstraße 1/3, 2, 4–10 Oelgrube Schreiberstraße 2, 4, 6 Stufenstraße Tiefer Keller 1, 3–5 Unteraltenburg 1, 3, 5, 6–29, 31, 33, 35, 41–46, 49, 51b, 51c, 53, 55, 57, 59 Weinberg 1, 3, 5, 7, 9, 11, 13 (Karte) | Altstadt                                            | Seit dem Neolithikum wurde der Raum kontinuierlich besiedelt. Seit 968 bis 981 und von 1004 bis 1565 war Merseburg ein Bischofssitz. Die bedeutendsten erhaltenen kulturhistorischen Bauten sind der Dom, das Schloss mit dem Schlosspark, die Domkurien, das Stadtpalais, die Reste des Klosters, die Domburg und die Stadtbefestigung. | 094 20914          | Denkmalbereich | Altstadt |
| Brauhausstraße 4 (Karte) | Wohnhaus Brauhausstraße 4                           | Wohnhaus Schlichtes, barockes Gebäude aus dem 18. Jahrhundert mit gotischem Keller | 094 20116          | Baudenkmal     | Wohnhaus Brauhausstraße 4 |
| Brauhausstraße 6 (Karte) | Wohnhaus Brauhausstraße 6                           | Wohnhaus 1737 errichteter zweigeschossiger barocker Bau mit symmetrischer Fassadengestaltung und Sandsteingewänden an Tür und Fenstern | 094 20117          | Baudenkmal     | Wohnhaus Brauhausstraße 6 |
| Brauhausstraße 8 (Karte) | Ackerbürgerhof Brauhausstraße 8                     | Ackerbürgerhof Einfaches Wohnhaus des 18. Jahrhunderts mit mittelalterlichem Keller | 094 20118          | Baudenkmal     | Ackerbürgerhof Brauhausstraße 8                                                                                               |
| Brauhausstraße 17 (Karte) | Brauhaus Ressource                                  | 1816 im klassizistischen Stil als Gesellschaftshaus an der Stelle des 1674 erbauten fürstlichen Brauhauses errichtet | 094 20119          | Baudenkmal     | Brauhaus Ressource |
| Burgstraße, An der Burgstraße/Ecke Apothekerstraße (Karte) | Jahreszeitenbrunnen                                 | Brunnen aus dem Jahr 1981 | 094 20120          | Baudenkmal     | Weitere Bilder |
| Burgstraße 1 (Karte) | Altes Rathaus                                       | Nach dem Stadtbrand von 1444 errichtet, Erker und Portale aus dem 16. Jh., 1913/14 umfangreich umgestaltet | 094 20121          | Baudenkmal     | Weitere Bilder |
| Burgstraße 2 (Karte) | Wohnhaus                                            | Dreigeschossiger Barockbau aus dem 18. Jahrhundert, darunter mittelalterliche Keller | 094 20127          | Baudenkmal     | Wohnhaus |
| Burgstraße 3 (Karte) | Hauszeichen „Zum Goldenen Arm“                      | Das Hauszeichen von 1457 über dem Torbogen weist auf einen früheren Bau hin. Ein Inschriftstein von 1607 datiert einen Neubau an dieser Stelle | 094 20122          | Baudenkmal     | Hauszeichen „Zum Goldenen Arm“                                                                                                |
| Burgstraße 4 (Karte) | Wohn- und Geschäftshaus                             | Um 1700 errichtetes verputztes barockes Fachwerkhaus, Ladenfassade vom Ende des 19. Jh. | 094 20123          | Baudenkmal     | Wohn- und Geschäftshaus |
| Burgstraße 5 (Karte) | Keller                                              | Im Hofbereich gelegene Kelleranlage mit Tonnengewölbe aus dem 17. Jahrhundert | 094 20124          | Baudenkmal     | BW |
| Burgstraße 7 (Karte) | Wohn- und Geschäftshaus                             | Dreigeschossiger Massivbau mit Mansarddach und Zwerchhaus aus der 1. Hälfte des 19. Jh., Ladeneinbau aus dem Ende des 19. Jh., Kellergewölbe aus der Renaissancezeit | 094 20125          | Baudenkmal     | Wohn- und Geschäftshaus |
| Burgstraße 13 (Karte) | Keller                                              | Kelleranlage aus vier Räumen mit Tonnengewölben aus dem Mittelalter und der Renaissancezeit | 094 20128          | Baudenkmal     | BW |
| Burgstraße 15 (Karte) | Keller                                              | Gewölbekeller aus dem 16. und 17. Jahrhundert | 094 20129          | Baudenkmal     | BW |
| Burgstraße 17 (Karte) | Wohn- und Geschäftshaus                             | Dreigeschossiges Gebäude mit Ornamentik des Jugendstils von 1905, Keller mittelalterlich und mehrfach erweitert | 094 20130          | Baudenkmal     | Wohn- und Geschäftshaus |
| Burgstraße 21 (Karte) | Wohn- und Geschäftshaus                             | Dreigeschossiges Eckhaus um 1905 in Formen der Neorenaissance | 094 20131          | Baudenkmal     | Wohn- und Geschäftshaus |
| Domplatz (Karte) | Dombrunnen                                          | 1515 angelegter Brunnen | 094 20134          | Baudenkmal     | Weitere Bilder |
| Domplatz 1 (Karte) | Domkurie „Juxta valvas paganorum“                   | Stattlicher barocker Baukomplex von 1698, beschnitzte Eingangstür um 1820 | 094 20135          | Baudenkmal     | Weitere Bilder |
| Domplatz 2 (Karte) | Verwaltungsgebäude                                  | Neobarocker dreigeschossiger Bau mit Mansardwalmdach von 1915-1918 mit schlossartigem Auf- und Grundriss | 094 20136          | Baudenkmal     | Weitere Bilder |
| Domplatz 3 (Karte) | Keller                                              | | 094 65582          | Baudenkmal     | BW |
| Domplatz 3 (Karte) | Logenhaus Merseburg                                 | Logenhaus ehemaliges Gebäude der Freimaurerloge Zum goldenen Kreuz, 2020 als Denkmal eingetragen | 094 77145          | Baudenkmal     | Logenhaus Merseburg |
| Domplatz 4/6 (Karte) | Schule                                              | Domgymnasium, Komplex aus Schulgebäude, Turnhalle und Rektorat, 1878-1881 errichteter Klinkerneubau im Stil der italienischen Renaissance | 094 20137          | Baudenkmal     | Weitere Bilder |
| Domplatz 5 (Karte) | Domkurie „In acie ambitus“                          | Domkurie, Baukomplex mit Wohnhaus (1697/98) und Wirtschaftsgebäuden, Hoftor von der abgebrochenen Reithalle hierher versetzt | 094 20138          | Baudenkmal     | Weitere Bilder |
| Domplatz 7 (Karte) | Dom St. Johannes Baptista und Laurentius            | Merseburger Dom | 094 20295          | Baudenkmal     | Weitere Bilder |
| Domplatz 9 (Karte) | Schloss Merseburg                                   | Schloss Merseburg | 094 20902          | Baudenkmal     | Weitere Bilder |
| Dompropstei 1 (Karte) | Villa                                               | Vielgliedriger Bau der Zeit um 1905 in Formen des Historismus und Jugendstils mit gusseiserner Einfriedung | 094 20930          | Baudenkmal     | Villa |
| Dompropstei 2 (Karte) | Pfarrhaus                                           | Wohnhaus des Dompfarrers, im 18. und 19. Jh. vermutlich grundlegend erneuert, mittelalterliche Mauern der ehemaligen Dompropstei | 094 20141          | Baudenkmal     | Pfarrhaus |
| Dompropstei 3 (Karte) | Bürgerhof                                           | Komplex aus Vorderhaus (Ende des 17. Jh.) und Hinterhaus (Mitte des 18. Jh.), durch Wirtschaftsgebäude mit Galerie verbunden | 094 20142          | Baudenkmal     | Bürgerhof |
| Dompropstei 4 (Karte) | Dompropstei                                         | Reste der ehemaligen Dompropstei: barocke Toranlage und Mauerrest | 094 20104          | Baudenkmal     | Dompropstei |
| Dompropstei 6 (Karte) | Domkurie „Philippi et Jacobi“                       | Ruine mit Kelleranlage aus Gotik, Renaissance und Barock sowie Einfriedung | 094 20126          | Baudenkmal     | Domkurie „Philippi et Jacobi“                                                                                                 |
| Dompropstei 7 (Karte) | Domkurie „Martini“                                  | Weitläufige Anlage an der Stelle der abgebrochenen Martinikapelle um 1730 errichtet: Wohnhaus mit barockem Portal, Wirtschaftsgebäude im Hof in Fachwerk, Einfriedung durch Bruchsteinmauer mit Toranlage | 094 20143          | Baudenkmal     | Domkurie „Martini“ |
| Domstraße Gegenüber Einmündung Thilo-von-Trotha-Straße, am Durchgang zur Grünen Straße (Karte) | Franzosen-Brunnen                                   | Wasserbecken mit figürlichem Relief | 094 20140          | Baudenkmal     | Franzosen-Brunnen |
| Domstraße 1 (Karte) | Domkurie                                            | Dreieinhalbgeschossiges barockes Bürgerhaus. laut Kellerinschrift von 1730 | 094 20144          | Baudenkmal     | Weitere Bilder |
| Domstraße 2 (Karte) | Domapotheke zum Rautenkranz                         | Ehemalige Apotheke, Gebäudekomplex in Ecklage, Inschrifttafel mit Datierung 1535, romanische Kelleranlage | 094 20145          | Baudenkmal     | Weitere Bilder |
| Domstraße 3 (Karte) | Domkurie „vicariae Philippi et Jacobi“              | Bemerkenswertes barockes Bürgerhaus von 1705, wahrscheinlich nach Entwurf von Michael Hoppenhaupt | 094 20146          | Baudenkmal     | Weitere Bilder |
| Domstraße 3a (Karte) | Wohnhaus                                            | Auf Resten der Domburgbefestigung um 1710 erbaut, breitgelagerter Bau mit Mansarddach, mittelalterlicher Brunnen | 094 20147          | Baudenkmal     | Weitere Bilder |
| Domstraße 4 (Karte) | Domkurie                                            | Ab 1573 entstandener zweiflügeliger Komplex, nach barocken Veränderungen 1939 im Zeitstil rekonstruiert | 094 20148          | Baudenkmal     | Weitere Bilder |
| Domstraße 6 (Karte) | Superintendentur                                    | Verwaltungsgebäude von 1902, villenartiges Gebäude im Stil der Neorenaissance, als Wohnhaus und Superintendentur errichtet | 094 20149          | Baudenkmal     | Weitere Bilder |
| Domstraße 7 (Karte) | Wohnhaus                                            | Symmetrisch gegliederter Massivbau aus dem Anfang des 18. Jahrhunderts mit barocker Fassade | 094 20150          | Baudenkmal     | Wohnhaus |
| Domstraße 8 (Karte) | Domkurie Simonis et Judae                           | Renaissancebau von 1557, 1700 nach Süden erweitert | 094 20151          | Baudenkmal     | Weitere Bilder |
| Domstraße 9 (Karte) | Wohnhaus                                            | Stattliches dreigeschossiges barockes Wohnhaus aus der 1. Hälfte des 18. Jahrhunderts | 094 20152          | Baudenkmal     | Weitere Bilder |
| Domstraße 10 (Karte) | Domkurie „Sigismundi“                               | Langgestreckter stattlicher Bau von 1712 mit barocker Fassade, repräsentative Toranlage | 094 20153          | Baudenkmal     | Weitere Bilder |
| Domstraße 11 (Karte) | Wohnhaus                                            | Um 1750 erbauter dreigeschossiger Barockbau mit Mansarddach | 094 20154          | Baudenkmal     | Weitere Bilder |
| Domstraße 12 (Karte) | Domkurie „Procuraturae“                             | Ehemaliges Prokuratorenamt, zweiflügeliger Komplex aus dem frühen 18. Jahrhundert mit Mansarddach, im Kern älter (Kellerinschrift 1517) | 094 20155          | Baudenkmal     | Weitere Bilder |
| Domstraße 13 (Karte) | Wohnhaus                                            | Vierachsiger, streng symmetrisch gegliederter Bau mit barockem Erscheinungsbild | 094 20156          | Baudenkmal     | Wohnhaus |
| Domstraße 15 (Karte) | Domkurie Nova                                       | Gebäude mit wuchtigem Baukörper und Krüppelwalmdach aus dem 17. Jahrhundert, Sitz der Willi-Sitte-Galerie | 094 20157          | Baudenkmal     | Weitere Bilder |
| Entenplan 4 (Karte) | Wohn- und Geschäftshaus                             | 1898 im historistischen Stil errichtet, reich verzierte Fassade mit Diamantquaderung | 094 20160          | Baudenkmal     | Wohn- und Geschäftshaus |
| Entenplan 8 (Karte) | Kaufhaus Dobkowitz                                  | Kaufhaus Ehemaliges Kaufhaus Dobkowitz, 1911/1912 nach Entwurf von Bruno Föhre errichtet, geprägt vom Jugendstil und historisierenden Elementen, eine der ersten Eisenbetonkonstruktionen im Kreis | 094 20161          | Baudenkmal     | Weitere Bilder |
| Gotthardstraße 3, 8, 10, 12, 15, 17, 19, 21, 22 bis 32, 34, 36, 38, 40, 42, 44, 46 (Karte) | Straßenzug                                          | Historischer Straßenzug mit Kellern des 12./13. Jahrhunderts, Gebäude aus dem Zeitraum Spätmittelalter bis ins 19. Jahrhundert | 094 20912          | Denkmalbereich | Weitere Bilder |
| Gotthardstraße 10 (Karte) | Wohn- und Geschäftshaus                             | Bruchsteinbau aus der Zeit vor 1700, Keller aus der Renaissancezeit, Galerie im Hof | 094 20174          | Baudenkmal     | Wohn- und Geschäftshaus |
| Gotthardstraße 15 (Karte) | Wohn- und Geschäftshaus                             | Im Kern mittelalterlicher Bau mit Überformungen aus späteren Epochen, seitliche Toranlage mit Kielbogen, hofseitig spätgotische Fenstergewände | 094 20175          | Baudenkmal     | Wohn- und Geschäftshaus |
| Gotthardstraße 17 (Karte) | Wohn- und Geschäftshaus                             | Mehrfach veränderter Barockbau, schlichte Fassadengliederung, frühes 19. Jahrhundert | 094 20176          | Baudenkmal     | Wohn- und Geschäftshaus |
| Gotthardstraße 20 (Karte) | Portal                                              | Renaissancetorbogen mit Sitznischen und reicher Profilierung in den Neubau übernommen | 094 20931          | Baudenkmal     | Portal |
| Gotthardstraße 21 (Karte) | Wohn- und Geschäftshaus                             | Typisches Stadthaus der Zeit um 1800 mit sparsamer Fassadengliederung, Keller aus der Renaissance | 094 20177          | Baudenkmal     | Wohn- und Geschäftshaus |
| Gotthardstraße 22 (Karte) | Wohn- und Geschäftshaus                             | Ehemaliger Gasthof "Goldner Hahn", vermutlich 1747 weitgehend neu errichteter Bau, Haustafel mit Inschrift und Datierung, mittlere originale Torfahrt, romanischer Keller, 1930 eingebaute seitliche Arkaden | 094 20178          | Baudenkmal     | Wohn- und Geschäftshaus |
| Gotthardstraße 23 (Karte) | Wohn- und Geschäftshaus                             | Qualitätvoller historistischer Bau aus dem späten 19. Jahrhundert, spätklassizistische Formensprache | 094 20179          | Baudenkmal     | Wohn- und Geschäftshaus |
| Gotthardstraße 24 (Karte) | Wohn- und Geschäftshaus                             | Schmales Haus dem frühen 18. Jahrhundert auf älterem Keller, an einem Seitenflügel Stuckmedaillon mit männlichem Brustbild als Porträtrelief | 094 20180          | Baudenkmal     | Wohn- und Geschäftshaus |
| Gotthardstraße 26 (Karte) | Wohn- und Geschäftshaus                             | Stattlicher Bruchsteinbau auf barockem Keller, Ende des 17. Jahrhunderts erbaut, anspruchsvoller neoklassizistischer Eingangsbereich aus dem Ende des 19. Jahrhunderts | 094 20181          | Baudenkmal     | Wohn- und Geschäftshaus |
| Gotthardstraße 27 (Karte) | Wohn- und Geschäftshaus                             | Neubau über gotischer Kelleranlage | 094 20182          | Baudenkmal     | Wohn- und Geschäftshaus |
| Gotthardstraße 28 (Karte) | Wohn- und Geschäftshaus                             | Mehrfach veränderter Renaissancebau aus dem 16. Jahrhundert mit gotischem Giebel und romanischen Keller, auf Inschriftstein von 1499 Hans Roye als Bauherr genannt | 094 20183          | Baudenkmal     | Wohn- und Geschäftshaus |
| Gotthardstraße 29 (Karte) | Wohn- und Geschäftshaus                             | Typus des Handelshauses aus der ersten Hälfte des 16. Jh. mit zwei großen Toreinfahrten, Fenstergewände aus der Renaissance, Keller gotisch | 094 20184          | Baudenkmal     | Wohn- und Geschäftshaus |
| Gotthardstraße 32 (Karte) | Wohn- und Geschäftshaus                             | Auf romanischem Keller errichtetes Fachwerkhaus aus der Zeit um 1600 mit weit auskragendem Oberstock | 094 20185          | Baudenkmal     | Wohn- und Geschäftshaus |
| Gotthardstraße 34 (Karte) | Wohnhaus                                            | Barocker Neubau über weitläufigem Kellersystem mit Bruchsteingewölben und romanischen Gewänden. Zeugnis mittelalterlicher Bebauung | 094 20755          | Baudenkmal     | Weitere Bilder |
| Gotthardstraße 46 (Karte) | Keller                                              | Romanische und gotische Kellergewölbe unter einem jüngeren Bau | 094 20186          | Baudenkmal     | BW |
| Große Ritterstraße 7 (Karte) | Keller                                              | Mittelalterliche, wahrscheinlich gotische Kelleranlage unter Neubau des 20. Jahrhunderts | 094 20188          | Baudenkmal     | BW |
| Große Ritterstraße 13 (Karte) | Wohnhaus                                            | Komplex aus zwei schlichten Wohnhäusern aus der 1. Hälfte des 18. Jh.; das hintere Haus auf spätgotischem Keller, das vordere Haus weitgehend ursprünglich erhalten mit barocker Fassadengliederung | 094 20189          | Baudenkmal     | Wohnhaus |
| Große Ritterstraße 22 (Karte) | Gasthaus                                            | Wohnhaus mit Gaststube im Erdgeschoss, einfache klassizistische Fassadengliederung aus der 1. Hälfte des 19. Jh. | 094 20191          | Baudenkmal     | Gasthaus |
| Grüne Straße 1 (Karte) | Domkurie                                            | Wohnhaus des 18. Jahrhunderts am Standort einer mittelalterlichen Domkurie, Treppenturm von 1880, Wirtschaftsgebäude des 18. Jahrhunderts | 094 20171          | Baudenkmal     | Domkurie |
| Hälterstraße 2 (Karte) | Wohnhaus                                            | Barocker Fachwerkbau mit Mansarddach aus der Zeit um 1780/1790, schön beschnitzte Eingangstür im Stil des Rokoko | 094 20195          | Baudenkmal     | Weitere Bilder |
| Hälterstraße 4, 6 (Karte) | Wohnhaus                                            | | 094 20196          | Baudenkmal     | BW |
| Hälterstraße 19 (Karte) | Wohnhaus                                            | Villenartiges Wohnhaus um 1910 mit lebhaft gestaltetem Grund- und Aufriss | 094 20197          | Baudenkmal     | Wohnhaus |
| Hälterstraße 34 (Karte) | Wohn- und Geschäftshaus                             | Ehemaliges Gasthaus "Zum Reichskanzler", gelber Klinkerbau mit Neorenaissancefassade, 1898/1899 vom Bauunternehmer Franz Hirschfeld geplant und errichtet | 094 20258          | Baudenkmal     | Weitere Bilder |
| Hälterstraße 36 (Karte) | Wohnhaus                                            | Klinkerbau mit historistischer Fassade, repräsentativer Eingangsbereich, von Franz Hirschfeld 1897 für seine Frau Anna geplant und gebaut | 094 20259          | Baudenkmal     | Wohnhaus |
| Hälterstraße 38 (Karte) | Wohnhaus                                            | Villenartiges Wohnhaus mit repräsentativer Eingangsvorhalle, auf der Rückseite Loggien, von Franz und Richard Hirschfeld für letzteren 1897 geplant und gebaut | 094 20260          | Baudenkmal     | Weitere Bilder |
| Kirchstraße 1 bis 3, 5, 7, 9, Neumarkt 1 bis 80 (Karte) | Straßenzug                                          | Die Vorstadt Neumarkt erhielt von Kaiser Friedrich I. das Marktprivileg. Die Bebauung entstammt dem 16. bis 19. Jahrhundert. | 094 20908          | Denkmalbereich | Straßenzug |
| Kirchstraße 2, 3, 5, 7, 9 (Karte) | Straßenzug                                          | Schlichte Wohn- und Wirtschaftsbauten für Fischer und Taglöhner, errichtet unter Einbeziehung von Teilen des Neumarktfriedhofs | 094 20932          | Denkmalbereich | Straßenzug |
| Kirchstraße 2 (Karte) | Wohnhaus                                            | Im frühen 19. Jahrhundert erbautes Fischer- oder Tagelöhnerhaus mit steilem Bohlenbinderdach | 094 20923          | Baudenkmal     | Wohnhaus |
| Kirchstraße 9 | Wohnhaus                                            | | 094 20922          | Baudenkmal     | |
| Kleine Ritterstraße 7 bis 15 (Karte) | Straßenzug                                          | Kurzer und noch weitgehend geschlossener Straßenzug mit repräsentativen Wohn- und Geschäftshäusern überwiegend aus der 2. Hälfte des 19. und dem 1. Viertel des 20. Jh. | 094 20910          | Denkmalbereich | Straßenzug |
| Kleine Ritterstraße 9 (Karte) | Wohn- und Geschäftshaus                             | Wohn- und Geschäftshaus aus der 2. Hälfte des 19. Jh., Ende der 1920er Jahre mit origineller expressionistischer Klinkerfassade versehen | 094 20203          | Baudenkmal     | Wohn- und Geschäftshaus |
| Kleine Ritterstraße 10 (Karte) | Wohn- und Geschäftshaus                             | Für die Gebrüder Schwarz von Gustav Graul 1886 errichteter anspruchsvoller Bau mit reich dekorierter spätklassizistischer Fassade | 094 20204          | Baudenkmal     | Weitere Bilder |
| Kleine Ritterstraße 11 (Karte) | Wohn- und Geschäftshaus                             | Im Eigenauftrag 1888 von Gustav Graul errichteter Bau mit anspruchsvoller neoklassizistischer Fassade, qualitätvolle Ladeneinbauten aus den 1920er Jahren | 094 20205          | Baudenkmal     | Wohn- und Geschäftshaus |
| Kleine Ritterstraße 12 (Karte) | Wohn- und Geschäftshaus                             | Repräsentativer Klinkerbau von 1909, Jugendstilfassade mit Anklängen an historistische Stilvorbilder | 094 20206          | Baudenkmal     | Wohn- und Geschäftshaus |
| Kleine Ritterstraße 13 (Karte) | Wohn- und Geschäftshaus                             | 1902 von den Gebrüdern Graul errichteter Klinkerbau mit historistischer, bereits Jugendstilelemente aufweisender Fassadengestaltung | 094 20207          | Baudenkmal     | Weitere Bilder |
| Kleine Ritterstraße 14 (Karte) | Wohn- und Geschäftshaus                             | 1900/1901 von den Gebrüdern Graul für den Kaufmann Adolf Böhme errichteter Klinkerbau, Fassade mit maritimen Jugendstilreliefs, historistische geprägte Ladeneinbauten | 094 20208          | Baudenkmal     | Weitere Bilder |
| Kloster (Karte) | Kloster                                             | Kloster St. Peter und Paul | 094 20210          | Baudenkmal     | Weitere Bilder |
| Kloster 1, 3 (Karte) | Palais                                              | Kleiner schlossartiger, gut proportionierter Bau, Wappenkartusche und Datierung von 1751, südlich kleiner Garten und Einfriedung | 094 20211          | Baudenkmal     | Palais |
| Kloster 4 (Karte) | Verwaltungsgebäude                                  | Als Finanzamt 1935/36 erbauter, das Straßenbild beherrschender langgestreckter Verwaltungsbau, Treppenhäuser und Flur bemerkenswert gestaltet | 094 20212          | Baudenkmal     | Verwaltungsgebäude |
| Kloster 5 Westfassade, zwischen den Fenstern des 2. Obergeschosses (Karte) | Wappenstein                                         | Spätmittelalterlicher Wappenstein in gotischer Formensprache | 094 20213          | Baudenkmal     | Wappenstein |
| König-Heinrich-Straße (Karte) | Distanzstein                                        | Preußischer Meilenstein in Obeliskform, inschriftlich als 25. Meilenstein von Berlin bezeichnet | 094 20217          | Kleindenkmal   | Weitere Bilder |
| König-Heinrich-Straße 7 (Karte) | Kino                                                | Markanter Kinobau von 1955 nach Entwurf von Hermann Frede, Innenräume weitgehend original erhalten | 094 20218          | Baudenkmal     | Kino |
| König-Heinrich-Straße 11 (Karte) | Postamt                                             | Klinkerbau von 1874/75 von Carl Schwado, aufwendig gestaltete Fassade im Stil von Gotik und Renaissance | 094 20216          | Baudenkmal     | Postamt |
| König-Heinrich-Straße 12 (Karte) | Wandbild                                            | Wandmosaik Mensch, Energie, Weltraum von Hannes H. Wagner Im Jahr 2023 in das Denkmalverzeichnis eingetragen. | 094 18903          | Baudenkmal     | Wandbild |
| König-Heinrich-Straße 34 (Karte) | Wohnhaus                                            | Eine der wenigen aufwendigen Bauten historistischer Prägung, um 1900 | 094 20933          | Baudenkmal     | Wohnhaus |
| Lauchstädter Straße (Karte) | Unterführung Lauchstädter Straße                    | Gleisunterführung aus dem 19. Jahrhundert im Stil des Neobarocks | 094 20859          | Baudenkmal     | Weitere Bilder |
| Marienstraße 1 (Karte) | Portal                                              | Repräsentatives Portal eines spätklassizistischen Baus aus der Zeit um 1880 nach Abbruch des Hauses 1994 in Neubau übernommen | 094 20229          | Baudenkmal     | BW |
| Markt (Karte) | Kirche Sankt Maximi                                 | Spätgotische Hallenkirche, neugotischer Turm | 094 20297          | Baudenkmal     | Weitere Bilder |
| Markt (Karte) | Staupenbrunnen                                      | | 094 20230          | Baudenkmal     | Weitere Bilder |
| Markt 1 (Karte) | Verwaltungsgebäude                                  | 1925 errichteter Erweiterungstrakt des im Kriege zerstörten Neuen Rathauses mit rundem Eckerker | 094 20231          | Baudenkmal     | Verwaltungsgebäude |
| Markt 6 (Karte) | Wohnhaus                                            | Bürgerhaus mit den typischen profilierten Renaissancegewänden der 2. Hälfte des 16. Jahrhunderts | 094 20232          | Baudenkmal     | Wohnhaus |
| Markt 8 (Karte) | Wohn- und Geschäftshaus                             | Im Kern barocker Bau, Ersterwähnung 1586, zahlreiche Überformungen, historistischer Ladeneinbau um 1900 | 094 20233          | Baudenkmal     | Wohn- und Geschäftshaus |
| Markt 14 (Karte) | Gasthaus „Zur goldenen Sonne“                       | | 094 20234          | Baudenkmal     | Weitere Bilder |
| Markt 21 (Karte) | Wohnhaus                                            | Eines der wenigen erhaltenen Fachwerkhäuser aus dem 3. Viertel des 16. Jahrhunderts, ab erstem Obergeschoss rekonstruiert, gotischer Keller | 094 20235          | Baudenkmal     | Wohnhaus |
| Markt 22 (Karte) | Kaufmannshof                                        | Im Kern aus dem 17. Jahrhundert, vermutlich schon um 1600, anspruchsvolle barocke Überformung um 1750 | 094 20236          | Baudenkmal     | Kaufmannshof |
| Markt 24 (Karte) | Keller                                              | Tonnengewölbter Keller mit rundbogigem Portal aus der Zeit nach 1650 | 094 20237          | Baudenkmal     | BW |
| Markt 25 (Karte) | Wohnhaus                                            | Ehemals mit zwei Häusern bebautes Grundstück, Gebäudeteil zum Markt barocker Neubau, gotische Kelleranlage | 094 20238          | Baudenkmal     | Wohnhaus |
| Markt 26 (Karte) | Wohn- und Geschäftshaus                             | Markantes, um 1900 erbautes Eckgebäude mit reicher historistischer Fassadengliederung, Eckerker und Hauszeichen | 094 20239          | Baudenkmal     | Wohn- und Geschäftshaus |
| Markt 27 (Karte) | Keller                                              | Kelleranlage aus der Renaissance- und Barockzeit | 094 20240          | Baudenkmal     | BW |
| Neumarkt (Karte) | Neumarktbrücke                                      | | 094 20250          | Baudenkmal     | Weitere Bilder |
| Neumarkt Am östlichen Saaleufer des Neumarktes und bei Meuschau (Karte) | Treidelpfad                                         | | 094 20928          | Baudenkmal     | Treidelpfad |
| Neumarkt (Karte) | Neumarkt-Kirche Sankt Thomae                        | Hochromanische Basilika | 094 20249          | Baudenkmal     | Weitere Bilder |
| Neumarkt 5 (Karte) | Ehemalige Schule                                    | Schulbau von 1829, schlichter Baukörper in klassizistischen Formen | 094 20251          | Baudenkmal     | Ehemalige Schule |
| Neumarkt 9 (Karte) | Wohnhaus                                            | | 094 77087          | Baudenkmal     | Wohnhaus |
| Neumarkt 26 (Karte) | Wohnhaus                                            | Eines der ältesten erhaltenen Häuser am Neumarkt aus der Zeit um 1600, u.a. Renaissancefenstergewände am Erdgeschoss | 094 20254          | Baudenkmal     | Weitere Bilder |
| Neumarkt 27 (Karte) | Gasthaus                                            | Gasthaus Goldener Stern, im Kern Renaissancebau von 1613, im 18. Jahrhundert barock überformt | 094 20925          | Baudenkmal     | Weitere Bilder |
| Neumarkt 34 (Karte) | Wohnhaus                                            | | 094 20911          | Baudenkmal     | BW |
| Neumarkt 36 (Karte) | Fabrik                                              | Merseburger Buntpapierfabrik Heilmann | 094 20926          | Baudenkmal     | Weitere Bilder |
| Oberaltenburg (Karte) | Schlossgarten                                       | Garten mit dem Schlossgartensalon und Denkmälern, darunter das Reiterstandbild König Friedrich Wilhelms III. und das Eiserne Kreuz | 094 20257          | Baudenkmal     | Weitere Bilder |
| Oberaltenburg 2 (Karte) | Ständehaus                                          | Ehemaliges Parlament | 094 20261          | Baudenkmal     | Weitere Bilder |
| Oberaltenburg 3 (Karte) | Wohnhaus                                            | Freihaus aus dem Jahr 1650 | 094 20262          | Baudenkmal     | Wohnhaus |
| Oberaltenburg 4 (Karte) | Zechsches Palais                                    | Stadtpalais von 1782, zeitweise Sitz des Provinziallandtages der preußischen Provinz Sachsen | 094 20263          | Baudenkmal     | Weitere Bilder |
| Oberaltenburg 4 (Karte) | Landeshaus II                                       | Verwaltungsgebäude | 094 66049          | Baudenkmal     | Landeshaus II |
| Oberaltenburg 11 (Karte) | Wasserturm Sogenannte Obere Wasserkunst             | Von Johann Michael Hoppenhaupt 1738 an Stelle eines Vorgängerbaus errichteter aufwendig gestalteter Turmbau zur Wasserversorgung von Schloss und Domfreiheit | 094 20264          | Baudenkmal     | Weitere Bilder |
| Oberaltenburg 17 (Karte) | Wirtschaftsgebäude                                  | Eines der wenigen ursprünglich erhaltenen Wirtschaftsgebäude in der Stadt aus dem 18. Jahrhundert | 094 20265          | Baudenkmal     | Wirtschaftsgebäude |
| Obere Burgstraße 1 bis 13 (Karte) | Straßenzug                                          | | 094 77098          | Denkmalbereich | Straßenzug |
| Obere Burgstraße 2 (Karte) | Wohnhaus                                            | Curia Vicariae Catharinae und Curia Henrici, ein im Kern mittelalterliches Wohnhaus mit Architekturteilen der Renaissance und des Barock, erbaut unter Einbeziehung der äußeren Domburgmauer | 094 20267          | Baudenkmal     | Wohnhaus |
| Obere Burgstraße 4 (Karte) | Wohnhaus                                            | Barockes Bürgerhaus aus der Zeit um 1700, Keller vom mittelalterlichen Vorgängerbau | 094 20269          | Baudenkmal     | BW |
| Obere Burgstraße 5 (Karte) | Kaufmannshaus „Zum Burgschenk“                      | durch Neubau ersetzt | 094 20270          | Baudenkmal     | BW |
| Obere Burgstraße 6 (Karte) | Wohnhaus                                            | | 094 20268          | Baudenkmal     | BW |
| Obere Burgstraße 7 (Karte) | Gasthof Zum Palmenbaum                              | 1691 umgebautes Gebäude mit erhaltenen Elementen der Renaissance und des Barock | 094 20271          | Baudenkmal     | Weitere Bilder |
| Obere Burgstraße 8 (Karte) | Wohnhaus                                            | | 094 20272          | Baudenkmal     | BW |
| Obere Burgstraße 9 (Karte) | Wohnhaus „Zum goldenen Ring“                        | Hervorgegangen aus einem mittelalterlichen Hof und im späten 17. Jh. neugestaltet, prachtvolle Barockfassade mit Säulenportal und aufwendigem Zwerchgiebel | 094 20273          | Baudenkmal     | Weitere Bilder |
| Obere Burgstraße 10 (Karte) | Wohnhaus                                            | Ruinöser Rest eines barocken Bürgerhauses | 094 20274          | Baudenkmal     | BW |
| Ölgrube Hinter dem alten Rathaus in östlicher Richtung verlaufend (Karte) | Mauer                                               | Letzter architektonischer Rest der ursprünglichen Bebauung des Straßenzuges, Mauerstreifen mit Gewänden in Renaissanceformen von 1912/13, Keller auf dem Grundstück aus dem 16. Jh. | 094 20924          | Baudenkmal     | Mauer |
| Poststraße 1, 3 bis 8, 10, 12, 14, 16 (Karte) | Straßenzug                                          | Ergebnis einer Stadterweiterung des 19. Jahrhunderts mit schlichten aber auch repräsentativen Gebäuden des Klassizismus und der Gründerzeit | 094 20916          | Denkmalbereich | Straßenzug |
| Poststraße 4 (Karte) | Wohnhaus                                            | Qualitätvolles Beispiel klassizistischer Architektur von 1872 in der Stadt | 094 20275          | Baudenkmal     | Wohnhaus |
| Poststraße 5 (Karte) | Wohnhaus                                            | 1882 nach Entwürfen des Baumeisters Gustav Graul errichteter stattlicher Bau mit reicher spätklassizistischer Fassadengestaltung | 094 20276          | Baudenkmal     | Wohnhaus |
| Poststraße 16 (Karte) | Gerichtsgebäude                                     | 1884 als Amtsgericht erbauter großzügiger Funktionsbau im Stil eines barocken italienischen Palazzo mit kunstvoller schmiedeeiserner Einfriedung | 094 20277          | Baudenkmal     | Gerichtsgebäude |
| Preußerstraße 18 (Karte) | Wohnhaus                                            | Spätklassizistischer Bau aus der zweiten Hälfte des 19. Jahrhunderts mit seitlichem Treppenrisalit | 094 20278          | Baudenkmal     | Wohnhaus |
| Preußerstraße 20 (Karte) | Wohnhaus                                            | 1862 von Bauinspektor Hänke entworfen, dem Straßenverlauf folgender, spätklassizistisch geprägter Bau | 094 20279          | Baudenkmal     | Wohnhaus |
| Preußerstraße 22 (Karte) | Wohnhaus                                            | Villenartiger, das Straßenbild bestimmender Bau aus der Zeit um 1900 | 094 20280          | Baudenkmal     | Wohnhaus |
| Schreiberstraße 6 (Karte) | Wohnhaus                                            | In den 1950er Jahren errichtetes Wohnhaus im zeittypischen Stil der Nationalen Bautradition | 094 20283          | Baudenkmal     | Wohnhaus |
| Siegfried-Berger-Straße Hinter der Fachschule für Binnenhandel (Karte) | Turnhalle                                           | Erbaut 1912 unter Verwendung von Elementen des Jugend- und des Heimatstils, vermutlich abgebrochen | 094 20286          | Baudenkmal     | [[Vorlage:Bilderwunsch/code!/C:51.359124,11.993978!/D:Siegfried-Berger-Straße Hinter der Fachschule für Binnenhandel,!/\|BW]] |
| Siegfried-Berger-Straße 3 (Karte) | Villa                                               | Bemerkenswerter historistischer Bau in Formen der mitteldeutschen Renaissance aus der Zeit um 1900 | 094 20241          | Baudenkmal     | Villa |
| Siegfried-Berger-Straße 5, 7 (Karte) | Schule                                              | Ehemalige Fachschule für Binnenhandel, erbaut 1955/56 in schlichter, aber bemerkenswerter Gestaltung an Stelle der 1944 kriegszerstörten 1. Volksschule, heute Wohnanlage | 094 20285          | Baudenkmal     | Schule |
| Teichstraße 9 (Karte) | Wohnhaus                                            | Eines der wenigen erhaltenen vorstädtischen Häuser aus der Zeit um 1800, mit Segmentgiebelportal und Zwerchhaus | 094 20289          | Baudenkmal     | Wohnhaus |
| Teichstraße Weißenfelser Straße (Karte) | Gotthardteich                                       | Vorderer Gotthardteich | 094 20173          | Baudenkmal     | Weitere Bilder |
| Tiefer Keller 1 (Karte) | Wohnhaus                                            | | 094 20292          | Baudenkmal     | BW |
| Tiefer Keller 3, 5 (Karte) | Keller                                              | Mehrgeschossige verzweigte Kelleranlage aus dem 16. Jahrhundert | 094 20293          | Baudenkmal     | Weitere Bilder |
| Tiefer Keller 4 (Karte) | Keller                                              | | 094 20294          | Baudenkmal     | Keller |
| Unteraltenburg (Karte) | Kirche St. Viti                                     | St. Viti, Kirchhof zum Altenburger Friedhof erweitert, mit Friedhofskapelle | 094 20296          | Baudenkmal     | Weitere Bilder |
| Unteraltenburg 3 (Karte) | Wohn- und Geschäftshaus                             | Barockes Wohnhaus mit einer für Merseburg bemerkenswerten Ladenfassade der 1920er Jahre aus grünen Industriefliesen und Namenszug expressionistischer Prägung | 094 20927          | Baudenkmal     | Wohn- und Geschäftshaus |
| Unteraltenburg 7 (Karte) | Wohnhaus                                            | Bürgerhaus aus dem Anfang des 19. Jahrhunderts, im Kern vermutlich älter, Untergeschoss in Bruchstein | 094 20298          | Baudenkmal     | Wohnhaus |
| Unteraltenburg 9 (Karte) | Wohnhaus                                            | Im Kern wahrscheinlich Bau des 17. Jahrhunderts, beschnitzte barocke Eingangstür des 18. Jahrhunderts | 094 20299          | Baudenkmal     | Wohnhaus |
| Unteraltenburg 16, 18 (Karte) | Wohn- und Geschäftshaus                             | Aus einer alten Ausspanne hervorgegangener Bau, 1927 Zusammenfassung zweier älterer Häuser, Fassadengestaltung im Stil der 1920er Jahre | 094 20301          | Baudenkmal     | Wohn- und Geschäftshaus |
| Unteraltenburg 17 (Karte) | Wohnhaus                                            | Kleines Bürgerhaus vom Anfang des 19. Jahrhunderts mit schlichter klassizistischer Fassadengestaltung | 094 20300          | Baudenkmal     | Wohnhaus |
| Unteraltenburg 20 (Karte) | Wohnhaus                                            | Überformter Barockbau des 18. Jahrhunderts auf älterem Keller | 094 20330          | Baudenkmal     | Wohnhaus |
| Unteraltenburg 22 (Karte) | Wohnhaus                                            | | 094 20401          | Baudenkmal     | BW |
| Unteraltenburg 24 (Karte) | Wohnhaus                                            | | 094 20302          | Baudenkmal     | BW |
| Unteraltenburg 42 (Karte) | Wohnhaus                                            | Einer der wenigen in seiner originalen Substanz weitgehend erhaltenen Barockbauten | 094 20303          | Baudenkmal     | Wohnhaus |
| Weiße Mauer 8, 10, 12, 14, 16 (Karte) | Straßenzug                                          | Häusergruppe mit abwechslungsreicher historistischer Fassadengestaltung aus der 2. Hälfte des 19. Jh. | 094 20906          | Denkmalbereich | Straßenzug |
| Weiße Mauer 18, 20, 22, 24, 26, 28, 30 bis 42, 44 (Karte) | Straßenzug                                          | Bedeutendes Zeugnis der Stadterweiterung in nördlicher Richtung mit Bauten verschiedener Stile aus der Zeit von 1870-1915 und bis in die 1920er und 1930er Jahre | 094 20905          | Denkmalbereich | Straßenzug |

#### Restliche Kernstadt
| Lage | Bezeichnung                   | Beschreibung | Erfassungs- nummer | Ausweisungsart | Bild |
| --- | ----------------------------- | --- | ------------------ | -------------- | --- |
| Albrecht-Dürer-Straße 2 (Karte) | Schule, Dom-Gymnasium         | Als Lehrerseminar gegründet, historistisch geprägter Bau, der auf die mitteldeutsche Renaissance Bezug nimmt | 094 20158          | Baudenkmal     | Weitere Bilder |
| Albrecht-Dürer-Straße 6 (Karte) | Schule, Albrecht-Dürer-Schule | Von Stadtbaurat Friedrich Zollinger in expressionistischer Formensprache 1927/28 errichtet, einer der modernsten und anspruchsvollsten Schulbauten seiner Zeit, angepasster Turnhallenbau mit typischem Zoll-Dach | 094 20159          | Baudenkmal     | Weitere Bilder |
| Am Bürgergarten 13/17 (Karte) | Schützenhof                   | Komplex des ehemaligen Schützenhofes | 094 20103          | Baudenkmal     | Schützenhof |
| Am Stadtpark 6 (Karte) | Villa                         | Villenartiges Wohnhaus im Stil der 1920er Jahre, expressive Gestaltungselemente der Fassaden | 094 20109          | Baudenkmal     | Villa |
| Am Stadtpark 22 (Karte) | Villa                         | Kleines Landhaus von 1924 nach Entwurf des Merseburger Stadtbaurats Friedrich Zollinger und von diesem mehrere Jahre bewohnt; seltene, da technisch komplizierte Winkelform des Zoll-Daches | 094 20110          |                | Villa |
| Am Stadtpark (Karte) | Parkanlage Stadtpark          | Als Landschaftspark in den 1920er Jahren gestaltete Grünanlage am nördlichen Stadtrand | 094 20108          | Baudenkmal     | Weitere Bilder |
| Amtshäuser 10 (Karte) | Hospital Sankt Andreas        | Gründung 1461, Neubau der Barockzeit mit Schweifgiebel, aufwendiges Portal von Johann Christian Trothe mit überlebensgroße Figur des Hl. Andreas | 094 20111          | Baudenkmal     | Hospital Sankt Andreas                                                                                             |
| An der Rischmühle (Karte) | Wappentafel                   | Barocker Wappenstein, der Herzog Christian I. als Lehnsherren der Mühle ausweist. | 094 20282          | Baudenkmal     | Wappentafel |
| August-Bebel-Straße 1 (Karte) | Wasserturm                    | Nach einem Entwurf des Architekten F. Behrends Ende des 19. Jhd. errichteter Bau im Jugendstil | 094 20102          | Baudenkmal     | Weitere Bilder |
| Christianenstraße 5 (Karte) | Wohnhaus                      | | 094 77107          | Baudenkmal     | Wohnhaus |
| Christianenstraße 23 (Karte) | Verwaltungsgebäude            | Als Wohlfahrts- und Arbeitsamt der Stadt errichtet nach Entwurf von Stadtbaurat Friedrich Zollinger; dreigeschossiger Bau mit Lamellendach, Umbau zu Wohnungen | 094 20132          | Baudenkmal     | Verwaltungsgebäude                                                                                                 |
| Freiligrathstraße 1 b Weißenfelser Straße 46a bis 46e (Karte) | Kaserne                       | Weitläufiger Kasernenkomplex in Formen des Historismus ab 1902 errichtet | 094 20308          | Baudenkmal     | Kaserne |
| Gerichtsrain 1 (Karte) | Villa                         | 1911 erbaute Villa auf anspruchsvollem Grundriss und von repräsentativer Wirkung durch barocke Elemente | 094 20167          | Baudenkmal     | Villa |
| Gerichtsrain 3 (Karte) | Villa                         | 1906 von den Gebrüdern Graul entworfener und weitgehend originaler Villenbau, geprägt durch den Heimatstil | 094 20168          | Baudenkmal     | Villa |
| Gerichtsrain 4 (Karte) | Villa                         | Anspruchsvoller Villenbau von 1906/07 von Karl Poser für den Fabrikanten Robert Dietrich errichtet, 1994 für den Krankenhausneubau abgebrochen | 094 20169          | Baudenkmal     | BW |
| Gerichtsrain 5 (Karte) | Villa                         | Pittoresker Bau von 1905 im Heimatstil, in regionaler Tradition stehendes Fachwerk | 094 20170          | Baudenkmal     | Villa |
| Geusaer Straße 13 (Karte) | Villa                         | Schlichtes villenartiges Wohnhaus der 1920er Jahre mit markantem Eckerker | 094 20171          | Baudenkmal     | Villa |
| Geusaer Straße 120 bis 124 (Karte) | Universitätsgebäude           | Hauptgebäude der Hochschule Merseburg, 1953 errichteter mehrflügeliger Komplex, für die Zeit architektonisch anspruchsvoller Funktionsbau in der Formensprache des Internationalen Stils | 094 20172          | Baudenkmal     | Weitere Bilder |
| Geusaer Straße Ecke Rudolf-Bahro-Straße, Mensa (Karte) | Wandbild                      | Wandbild, 2018 als Kleindenkmal ausgewiesen | 094 77138          | Kleindenkmal   | BW |
| Geusaer Straße Ecke Rudolf-Bahro-Straße, Mensa (Karte) | Wandbild                      | Wandbild, 2018 als Kleindenkmal ausgewiesen | 094 77137          | Kleindenkmal   | BW |
| Geusaer Straße Ecke Rudolf-Bahro-Straße, Mensa (Karte) | Wandbild                      | Wandbild, 2018 als Kleindenkmal ausgewiesen | 094 77139          | Kleindenkmal   | Wandbild |
| Geusaer Straße Ecke Rudolf-Bahro-Straße, Mensa (Karte) | Wandbild                      | Wandbild, 2018 als Kleindenkmal ausgewiesen | 094 77136          | Kleindenkmal   | BW |
| Hallesche Straße Am Übergang von der König-Heinrich-Straße zur Halleschen Straße (Karte) | Brücke                        | Städtebaulich reizvolle, um 1900 erbaute Eisenbahnbrücke mit zwei Straßentunnelröhren den schrägen Straßenverlauf wiedergebend | 094 20917          | Baudenkmal     | Brücke |
| Hallesche Straße Ecke Schiefweg (Karte) | Grenzstein                    | | 094 20094          | Kleindenkmal   | Grenzstein |
| Hallesche Straße Ecke Knapendorfer Weg, Ortseingang Schkopau (Karte) | Grenzstein                    | Grenzstein zwischen Schkopau und Merseburg | 094 20921          | Kleindenkmal   | Grenzstein |
| Hallesche Straße 15 (Karte) | Wohnhaus                      | Historistisch geprägter Bau mit Rosettenfries von 1899, vom Unternehmer Traugott Juckoff geplant und gebaut | 094 20199          | Baudenkmal     | Wohnhaus |
| Hallesche Straße 18 (Karte) | Wohnhaus                      | Villenartiger Bau im Heimatstil von 1909, für den Buchhändler Franz Seiffarth von den Bauunternehmern Gebrüder Graul errichtet | 094 20242          | Baudenkmal     | Wohnhaus |
| Hallesche Straße 20 (Karte) | Wohnhaus                      | 1892 errichteter spätklassizistischer, villenartiger Bau in ausgewogenen Proportionen, im Eigenauftrag von Albin Poser, 1937 Erweiterung | 094 20200          | Baudenkmal     | Wohnhaus |
| Hallesche Straße 34, 36 (Karte) | Fabrik                        | Ehemalige Fabrik, frühes Zeugnis örtlicher Industriearchitektur aus der 2. Hälfte des 19. Jahrhunderts | 094 20201          | Baudenkmal     | Fabrik |
| Kastanienpromenade 50 (Karte) | Hangar                        | | 094 66063          | Baudenkmal     | BW |
| Klobikauer Straße 48 (Karte) | Kinderheim                    | Als Villa vor 1900 erbaut, ab 1919 als Kinderheim für Waisen des Ersten Weltkriegs genutzt, Fassadengliederung in zurückhaltender, historisierender Formensprache | 094 20209          | Baudenkmal     | Kinderheim |
| König-Heinrich-Straße 53, 55, 57, 59, 61, 63, 65, 67, 69, 71, 73, 75, 77, 79, 81 Lindenaustraße 9 bis 47 Melchior-Brenner-Straße 4 Moestelstraße 5, 7, 9, 11, 13, 15, 17, 19, 21, 23, 25, 27, 29, 31, 33, 35, 37, 39, 41, 43 (Karte) | Siedlung                      | Sogen. Klausensiedlung; bemerkenswerter, durch Friedrich Zollinger in den 1920er Jahren als preiswerter Wohnraum für minderbemittelte Familien errichteter Siedlungskomplex, individuelle Wohnqualität (Dachformen, Erker) und ansprechende Gesamtgestaltung                                                              | 094 20909          | Denkmalbereich | Weitere Bilder |
| König-Heinrich-Straße 55 (Karte) | Wohnhaus                      | | 094 20219          | Baudenkmal     | Wohnhaus |
| König-Heinrich-Straße 71 Linke Doppelhaushälfte (Karte) | Wohnhaus                      | | 094 20220          | Baudenkmal     | [[Vorlage:Bilderwunsch/code!/C:51.36351,11.99237!/D:König-Heinrich-Straße 71 Linke Doppelhaushälfte,!/\|BW]]       |
| Lauchstädter Straße 11 (Karte) | Villa                         | Um 1890 für den Merseburger Stadtrat Eichhorn im historistischen Stil mit barocken und klassizistischen Elementen gebaut, einer der großzügigsten Villenbauten der Stadt | 094 20221          | Baudenkmal     | Villa |
| Leipziger Straße (Karte) | Brücke                        | Sogenannte Hohe Brücke, zweibogige Bruchsteinbrücke über die Alte Saale | 094 20223          | Baudenkmal     | Weitere Bilder |
| Leipziger Straße (Karte) | Gasthaus „Fasanerie“          | Ehemaliges Forsthaus | 094 20222          | Baudenkmal     | Gasthaus „Fasanerie“                                                                                               |
| Lessingstraße Fachschule für Kranken- und Altenpflege (Karte) | Einfriedung                   | | 094 20224          | Baudenkmal     | [[Vorlage:Bilderwunsch/code!/C:51.34271,11.99714!/D:Lessingstraße Fachschule für Kranken- und Altenpflege,!/\|BW]] |
| Leunaer Straße (Karte) | Stadtfriedhof Sankt Maximi    | Während der Pestepidemie angelegt, mit Friedhofskapelle, mit Gruftanlagen | 094 20225          | Baudenkmal     | Weitere Bilder |
| Lindenaustraße 11 linke Doppelhaushälfte (Karte) | Wohnhaus                      | | 094 20227          | Baudenkmal     | [[Vorlage:Bilderwunsch/code!/C:51.36238,11.9931!/D:Lindenaustraße 11 linke Doppelhaushälfte,!/\|BW]]               |
| Lindenaustraße 19 linke Doppelhaushälfte (Karte) | Wohnhaus                      | | 094 20228          | Baudenkmal     | [[Vorlage:Bilderwunsch/code!/C:51.3627,11.9932!/D:Lindenaustraße 19 linke Doppelhaushälfte,!/\|BW]]                |
| Moestelstraße 19 linke Doppelhaushälfte (Karte) | Wohnhaus                      | | 094 20244          | Baudenkmal     | [[Vorlage:Bilderwunsch/code!/C:51.36304,11.99374!/D:Moestelstraße 19 linke Doppelhaushälfte,!/\|BW]]               |
| Moestelstraße 37 rechte Doppelhaushälfte (Karte) | Wohnhaus                      | | 094 20245          | Baudenkmal     | [[Vorlage:Bilderwunsch/code!/C:51.36378,11.99372!/D:Moestelstraße 37 rechte Doppelhaushälfte,!/\|BW]]              |
| Mühlberg 1 Nordöstlich des Orangeriegebäudes (Karte) | Wohnhaus                      | | 094 65645          | Baudenkmal     | [[Vorlage:Bilderwunsch/code!/C:51.36148,12.00023!/D:Mühlberg 1 Nordöstlich des Orangeriegebäudes,!/\|BW]]          |
| Straße des Friedens, Ecke Naundorfer Straße (Karte) | Brunnen                       | Brunnenanlage mit ornamentalen Dekorationen, ursprünglich bekrönt von einer Figurengruppe musizierender Mädchen, 1956 von Gerhard Geyer geschaffen, Fertigstellung 1963/64 | 094 20247          | Baudenkmal     | Brunnen |
| Naumburger Straße 167 (Karte) | Schule                        | Einer der ersten Nachkriegsschulbauten im Landkreis, in traditioneller Bauweise und Form, von ausgewogener Proportionierung und sparsamer dekorativer Gestaltung, Reliefs mit Darstellungen aus schulischem Alltag und Freizeit                                                                                           | 094 20248          | Baudenkmal     | Schule |
| Nulandtplatz Flur 48 Flurstück 35/1 und 36/1 (Karte) | Kaufhaus                      | | 094 77117          | Baudenkmal     | [[Vorlage:Bilderwunsch/code!/C:51.34992,11.99226!/D:Nulandtplatz Flur 48 Flurstück 35/1 und 36/1,!/\|BW]]          |
| Nulandtplatz Flur 48, Flurstück 35/1 und 36/1 (Karte) | Pavillon                      | | 094 77116          | Baudenkmal     | Pavillon |
| Nulandtstraße, Robert-Blum-Straße | Bunker                        | Bunker, 2019 als Denkmal ausgewiesen. | 094 77140          | Baudenkmal     | |
| Nulandtstraße 4 (Karte) | Villa                         | Villa für den Hallenser Kaufmann Oskar Sonntag 1878 nach klassizistischen Gestaltungsprinzipien entworfener Bau, gut proportionierte Villa mit aufwendiger Gliederung, Einfriedung und parkartigem Garten | 094 20255          | Baudenkmal     | Villa |
| Nulandtstraße 8 (Karte) | Toranlage                     | Toranlage Das Straßenbild prägende Toranlage einer Brauerei, in der um 1905 üblichen, verspielten Form des Jugendstils | 094 20256          | Baudenkmal     | Toranlage |
| Otto-Lilienthal-Straße 58 | Wandbild                      | Wandbild Im Jahr 2023 in das Denkmalverzeichnis eingetragen. | 094 18883          | Baudenkmal     | |
| Reinefarthstraße 17, 19, 21, 23, 25, 27, 29, 31, 33, 35, 37, 39, 41, 43, 45, 47, 49, 51 (Karte) | Siedlung                      | Siedlung Durch Friedrich Zollinger entworfene und 1922 gebaute Häuserzeile von Kleinstreihenhäusern, durch homogenes Erscheinungsbild von hoher straßenbildprägender Wirkung | 094 20907          | Denkmalbereich | Siedlung |
| Rheinstraße 27 (Karte) | Villa                         | | 094 84911          | Baudenkmal     | BW |
| Rosental 22 (Karte) | Altenheim                     | 1900 als soziales Werk gegründet, Backsteinbau mit aufwendiger Grundrissgliederung und historistischer, vorwiegend gotisierender Fassadengestaltung | 094 20915          | Baudenkmal     | Altenheim |
| Östlich der Rischmühleninsel an einem Seitenarm der Saale (Karte) | Rischmühlenschleuse           | Schleuse | 094 20874          | Baudenkmal     | Weitere Bilder |
| Rudolf-Harbig-Straße | Bunker                        | Bunker, 2019 als Denkmal ausgewiesen. | 094 77141          | Baudenkmal     | |
| Sixti-Straße (Karte) | Kirchenruine Sankt Sixti      | | 094 20287          | Baudenkmal     | Weitere Bilder |
| ehemals Sixti-Straße Sankt Sixti, Chorraum (Karte) | Denkmal                       | Reiterstandbild Friedrich Wilhelm III., wurde in den Schlossgarten Merseburg umgesetzt | 094 20288          | Baudenkmal     | Weitere Bilder |
| Thomas-Müntzer-Ring (Karte) | Bodenreformdenkmal            | Teilabriss 1993 | 094 20290          | Baudenkmal     | Bodenreformdenkmal                                                                                                 |
| Thomas-Müntzer-Straße 124, 126, 128 | Krankenhaus                   | | 094 20291          | Baudenkmal     | |
| Unter den Eichen (Karte) | Friedhof                      | Soldatenfriedhof Unter den Eichen, errichtet 1917 für die im Lager Merseburg verstorbenen Kriegsgefangenen verschiedener Länder (Exhumierung der Gefangenen der Westalliierten in den 1920er Jahren), zwei Mahnmale (1917 und 1919) von Richard Kopp, nach dem 2. Weltkrieg Umgestaltung zum "Sowjetischen Ehrenfriedhof" | 094 77104          | Baudenkmal     | Weitere Bilder |
| Venenien zwischen Neumarkt und Venenien gelegen (Karte) | Brücke                        | Teufelstümpelbrücke | 094 20929          | Baudenkmal     | Brücke |
| Vor dem Klausentor 5, 5a (Karte) | Vorwerk                       | | 094 20304          | Baudenkmal     | BW |
| Vor dem Klausentor 17 (Karte) | Wohnhaus                      | Um 1925 errichtetes Wohnhaus in sachlicher Formensprache, dazu in auffälligem Kontrast geschwungenes Zoll-Dach in der aufwendigen Form eines Walmdaches | 094 20305          | Baudenkmal     | Wohnhaus |
| Weiße Mauer 52 (Karte) | Verwaltungsgebäude            | Hauptgebäude der ehemaligen Landesversicherungsanstalt, erbaut 1913 nach Entwürfen von Alfred Koch, aufwendige Fassadengestaltung mit Säulenportikus, heute Teil des Carl-von-Basedow-Klinikums | 094 20306          | Baudenkmal     | Verwaltungsgebäude                                                                                                 |
| Weißenfelser Straße 2 (Karte) | Wohnhaus                      | Eines der wenigen Beispiele klassizistischer Fassadengestaltung in der Stadt in markanter straßenbildbestimmender Ecklage | 094 20307          | Baudenkmal     | Wohnhaus |
| Weißenfelser Straße 32 (Karte) | Wohnhaus                      | Zweigeschossiger Bau von 1904/05 mit Polygonerker, als Zyklopenmauerwerk ausgebildeter Sockel- und Eingangsbereich | 094 20875          | Baudenkmal     | Wohnhaus |
| Weißenfelser Straße 49, 49a (Karte) | Wohn- und Geschäftshaus       | Von den Gebrüdern Graul 1926/27 errichtetes Doppelhaus, wichtiges Zeugnis aus der Zeit des Expressionismus | 094 20309          | Baudenkmal     | Wohn- und Geschäftshaus                                                                                            |

### Atzendorf
| Lage                  | Bezeichnung | Beschreibung  | Erfassungs- nummer | Ausweisungsart | Bild           |
| --------------------- | ----------- | ------------- | ------------------ | -------------- | -------------- |
| Kirchgasse (Karte)    | Bauernhof   |               | 094 20899          | Baudenkmal     | BW             |
| Kirchgasse (Karte)    | Kirche      | St. Dionysius | 094 20732          | Baudenkmal     | Weitere Bilder |
| Kirchgasse 10 (Karte) | Bauernhof   |               | 094 20831          | Baudenkmal     | BW             |

### Beuna (Geiseltal)
| Lage                                   | Bezeichnung | Beschreibung                                                                                     | Erfassungs- nummer | Ausweisungsart | Bild                                                                                        |
| -------------------------------------- | ----------- | ------------------------------------------------------------------------------------------------ | ------------------ | -------------- | ------------------------------------------------------------------------------------------- |
| Altes Dorf Ehemals Oberbeuna (Karte)   | Kirche      | Hoppenhaupt-Kirche von 1725, Turm 1743 ergänzt – siehe auch Beuna (Geiseltal)#Hoppenhaupt-Kirche | 094 20395          | Baudenkmal     | Weitere Bilder                                                                              |
| Altes Dorf 11 (Karte)                  | Bauernhaus  |                                                                                                  | 094 20396          | Baudenkmal     | BW                                                                                          |
| An der Geisel 20 (Karte)               | Schäferhaus |                                                                                                  | 094 20399          | Baudenkmal     | BW                                                                                          |
| An der Geisel 33 (Karte)               | Rittergut   | Rittergut Niederbeuna – siehe auch Beuna (Geiseltal)#Rittergut                                   | 094 20400          | Baudenkmal     | Rittergut                                                                                   |
| Kirchweg Ehemals Niederbeuna (Karte)   | Kirche      | Neugotische Kirche von 1891/1892                                                                 | 094 20398          | Baudenkmal     | Weitere Bilder                                                                              |
| Kirchweg 1 Ehemals Niederbeuna (Karte) | Pfarrhof    |                                                                                                  | 094 20397          | Baudenkmal     | [[Vorlage:Bilderwunsch/code!/C:51.32318,11.95688!/D:Kirchweg 1 Ehemals Niederbeuna,!/\|BW]] |

### Blösien
| Lage                                                                          | Bezeichnung | Beschreibung      | Erfassungs- nummer | Ausweisungsart | Bild |
| ----------------------------------------------------------------------------- | ----------- | ----------------- | ------------------ | -------------- | --- |
| Sandbirkenweg 1, 2, 15 bis 18, 19 Kleine Gasse 1 bis 9 Milzauer Weg 1 (Karte) | Ortskern    |                   | 094 20733          | Denkmalbereich | [[Vorlage:Bilderwunsch/code!/C:51.33411,11.92003!/D:Sandbirkenweg 1, 2, 15 bis 18, 19 Kleine Gasse 1 bis 9 Milzauer Weg 1,!/\|BW]] |
| Zum Geiseltalsee 7 (Karte)                                                    | Rittergut   | Rittergut Blösien | 094 20734          | Baudenkmal     | BW |
| Kleine Gasse 9 (Karte)                                                        | Bauernhof   |                   | 094 20735          | Baudenkmal     | BW |
| Schulstraße (Karte)                                                           | Kirche      | St. Thomas        | 094 20737          | Baudenkmal     | Weitere Bilder |
| Schulstraße 2 (Karte)                                                         | Pfarrhof    |                   | 094 20736          | Baudenkmal     | BW |

### Freiimfelde
| Lage | Bezeichnung | Beschreibung             | Erfassungs- nummer | Ausweisungsart | Bild |
| --- | ----------- | ------------------------ | ------------------ | -------------- | --- |
| Alois-Senefelder-Straße 1 bis 8, 10, 12 Gaußstraße 2, 6 Nernststraße 2, 4, 6 Seebeckstraße 1 bis 11 (Karte) | Siedlung    |                          | 094 20476          |                | [[Vorlage:Bilderwunsch/code!/C:51.37841,11.96979!/D:Alois-Senefelder-Straße 1 bis 8, 10, 12 Gaußstraße 2, 6 Nernststraße 2, 4, 6 Seebeckstraße 1 bis 11,!/\|BW]] |
| Knapendorfer Weg (Karte)                                                                                    | Kapelle     | Kreuzkapelle Freiimfelde | 094 20214          | Baudenkmal     | Kapelle |

### Geusa
| Lage                                              | Bezeichnung | Beschreibung  | Erfassungs- nummer | Ausweisungsart | Bild                                                                                                  |
| ------------------------------------------------- | ----------- | ------------- | ------------------ | -------------- | --- |
| Am Floß (Karte)                                   | Kirche      | St. Georg     | 094 20731          | Baudenkmal     | Weitere Bilder                                                                                        |
| Am Floß 36 (Karte)                                | Pfarrhof    |               | 094 20725          | Baudenkmal     | BW |
| Lange Gasse Gegenüber der Langen Gasse 21 (Karte) | Gedenkstein | Jagdstein     | 094 20727          | Kleindenkmal   | [[Vorlage:Bilderwunsch/code!/C:51.33973,11.9478!/D:Lange Gasse Gegenüber der Langen Gasse 21,!/\|BW]] |
| Lange Gasse 51, 53, 55, 57 (Karte)                | Gutshof     | Zechscher Hof | 094 20730          | Baudenkmal     | BW |
| Lange Gasse 52 (Karte)                            | Toranlage   |               | 094 20726          | Baudenkmal     | BW |
| Grüne Gasse (Karte)                               | Bauernhof   |               | 094 20729          | Baudenkmal     | BW |
| Grüne Gasse 3 (Karte)                             | Taubenhaus  |               | 094 20728          | Baudenkmal     | BW |

### Kötzschen
| Lage                            | Bezeichnung        | Beschreibung | Erfassungs- nummer | Ausweisungsart | Bild           |
| ------------------------------- | ------------------ | --- | ------------------ | -------------- | -------------- |
| Bergmannseck 1, 2, 3, 5 (Karte) | Siedlung           | | 094 77108          | Denkmalbereich | Siedlung       |
| Florian-Geyer-Straße 3 (Karte)  | Tagelöhnerhaus     | | 094 20162          | Baudenkmal     | BW             |
| Florian-Geyer-Straße 12 (Karte) | Kirche             | Pfarrkirche von 1710/20, vermutlich von J. Michael Hoppenhaupt, hoher quadratischer Nordturm in ein Oktogon übergehend, Innenausstattung einheitlich aus der Bauzeit | 094 20163          | Baudenkmal     | Weitere Bilder |
| Florian-Geyer-Straße 13 (Karte) | Pfarrhof           | Stattliches Pfarrhaus von 1696, Bruchsteinbau mit tonnengewölbten Kellern                                                                                            | 094 20164          | Baudenkmal     | Pfarrhof       |
| Florian-Geyer-Straße 15 (Karte) | Wirtschaftsgebäude | | 094 20165          | Baudenkmal     | BW             |
| Florian-Geyer-Straße 44 (Karte) | Bauernhof          | Großzügige Hofanlage aus der Mitte des 18. Jh., Taubenturm aus dem 19. Jh., Toranlage mit Sitznischenportal durch Inschriftentafel auf 1617 datiert                  | 094 20166          | Baudenkmal     | Bauernhof      |
| Naumburger Straße (Karte)       | Kapelle            | Bemerkenswerter Kapellenbau aus der Zeit um 1920 auf dem kommunalen Friedhof, markanter Dachreiter über dem Eingangsgiebel                                           | 094 20246          | Baudenkmal     | Kapelle        |

### Meuschau
| Lage                                                                                | Bezeichnung | Beschreibung                       | Erfassungs- nummer | Ausweisungsart | Bild |
| ----------------------------------------------------------------------------------- | ----------- | ---------------------------------- | ------------------ | -------------- | --- |
| Kirchgasse 6 (Karte)                                                                | Kirche      | Georgenkirche                      | 094 20087          | Baudenkmal     | Weitere Bilder |
| Meuschauer Straße Am Saaleufer zwischen Bäumen Fl. 90, Flst. 4, ggü. Nr. 23 (Karte) | Bank        |                                    | 094 20198          | Baudenkmal     | [[Vorlage:Bilderwunsch/code!/C:51.359937,12.004035!/D:Meuschauer Straße Am Saaleufer zwischen Bäumen Fl. 90, Flst. 4, ggü. Nr. 23,!/\|BW]] |
| Meuschauer Straße (Karte)                                                           | Schleuse    |                                    | 094 20873          | Baudenkmal     | Schleuse |
| Meuschauer Straße 23 (Karte)                                                        | Wohnhaus    |                                    | 094 20243          | Baudenkmal     | BW |
| Meuschauer Straße 84 (Karte)                                                        | Mühlenhof   | Meuschauer Mühle, Alte Königsmühle | 094 20088          | Baudenkmal     | BW |

### Trebnitz
| Lage                       | Bezeichnung | Beschreibung | Erfassungs- nummer | Ausweisungsart | Bild           |
| -------------------------- | ----------- | ------------ | ------------------ | -------------- | -------------- |
| Ehemals zu Kreypau (Karte) | Kirche      |              | 094 20507          | Baudenkmal     | Weitere Bilder |

### Zscherben
| Lage    | Bezeichnung | Beschreibung | Erfassungs- nummer | Ausweisungsart | Bild           |
| ------- | ----------- | ------------ | ------------------ | -------------- | -------------- |
| (Karte) | Kirche      |              | 094 20738          | Baudenkmal     | Weitere Bilder |

## Ehemalige Kulturdenkmale nach Ortsteilen
Die nachfolgenden Objekte waren ursprünglich ebenfalls denkmalgeschützt oder wurden in der Literatur als Kulturdenkmale geführt. Die Denkmale bestehen heute jedoch nicht mehr, ihre Unterschutzstellung wurde aufgehoben oder sie werden nicht mehr als Denkmale betrachtet.

### Beuna (Geiseltal)
| Lage                              | Bezeichnung | Beschreibung | Erfassungs- nummer | Ausweisungsart | Bild |
| --------------------------------- | ----------- | ------------ | ------------------ | -------------- | ---- |
| südlich des Ortes gelegen (Karte) | Fabrik      |              | 094 20842          |                | BW   |

### Merseburg
| Lage                            | Bezeichnung             | Beschreibung | Erfassungs- nummer | Ausweisungsart | Bild |
| ------------------------------- | ----------------------- | --- | ------------------ | -------------- | ---- |
| Dammstraße 18                   | Garage                  | Abriss 1994 | 094 20133          |                |      |
| Friedrich-Ebert-Straße          | Hoffischerei            | 1661 errichtet, bei einem Luftangriff während des Zweiten Weltkriegs am 7. Oktober 1944 wurde der nördliche Teil des Vorderhauses zerstört. 1957 wurde das Gebäude abgerissen. | 094 86686          |                |      |
| Goethestraße 30 a (Karte)       | Kindergarten            | Anne Frank | 094 77109          |                | BW   |
| Gotthardstraße 3 (Karte)        | Wohnhaus                | Wohnhaus zumindest seit 2020 nicht mehr als Denkmal geführt. | 094 20266          | Baudenkmal     | BW   |
| Große Ritterstraße 1 (Karte)    | Bürgerhaus              | Bürgerhaus aus der Zeit um 1750, Abriss 1994 | 094 20187          | Baudenkmal     | BW   |
| Große Ritterstraße 15 (Karte)   | Wohnhaus                | Schlichtes Wohnhaus aus dem 18. Jahrhundert, Abriss 1992 | 094 20190          | Baudenkmal     | BW   |
| Große Ritterstraße 27 (Karte)   | Pavillon                | Qualitätvoller, kleiner, hölzerner Gartenpavillon vom Ende des 19. Jahrhunderts, 1993 durch Vandalismus zerstört                                                               | 094 20193          | Baudenkmal     | BW   |
| Kleine Ritterstraße 8 (Karte)   | Wohn- und Geschäftshaus | | 094 20202          |                | BW   |
| Lutherstraße 17, 19, 21 (Karte) | Häusergruppe            | | 094 50541          |                | BW   |
| Markt (Karte)                   | Neues Rathaus           | 1524–1528 als Gewandhaus errichtet, 1720 zum Rathaus umgebaut. Durch Luftangriff im Zweiten Weltkrieg im Jahr 1944 zerstört, die Ruine 1958/59 abgerissen.                     |                    |                | BW   |
| Neumarkt 16 (Karte)             | Wohnhaus                | | 094 20252          |                | BW   |
| Neumarkt 18 (Karte)             | Wohnhaus                | | 094 20253          |                | BW   |
| Reinefarthstraße 37 (Karte)     | Wohnhaus                | | 094 20281          |                | BW   |
| (Karte)                         | Herzog-Christian-Haus   | für Herzog Christian 1688 bis 1691 als Fischhaus errichtet, bei einem Luftangriff während des Zweiten Weltkriegs im Jahr 1944 zerstört, Ruine 1945/46 abgerissen.              |                    |                | BW   |

## Legende
In den Spalten befinden sich folgende Informationen:
- Lage: Nennt den Straßennamen und wenn vorhanden die Hausnummer des Kulturdenkmals. Die Grundsortierung der Liste erfolgt nach dieser Adresse. Der Link „Karte“ führt zu verschiedenen Kartendarstellungen und nennt die geographischen Koordinaten.
Link zu einem Kartenansichtstool, um Koordinaten zu setzen. In der Kartenansicht sind Baudenkmale ohne Koordinaten mit einem roten bzw. orangen Marker dargestellt und können in der Karte gesetzt werden. Baudenkmale ohne Bild sind mit einem blauen bzw. roten Marker gekennzeichnet, Baudenkmale mit Bild mit einem grünen bzw. orangen Marker.
- Offizielle Bezeichnung: Nennt den Namen, die Bezeichnung oder zumindest die Art des Kulturdenkmals und verlinkt, soweit vorhanden, auf den Artikel zum Objekt.
- Beschreibung: Nennt bauliche und geschichtliche Einzelheiten des Kulturdenkmals, vorzugsweise die Denkmaleigenschaften.
- Erfassungsnummer: Für jedes Kulturdenkmal wird in Sachsen-Anhalt eine 20stellige Erfassungsnummer vergeben. Die letzten zwölf Ziffern werden für die Untergliederung nach Teilobjekten genutzt und werden nur angegeben, soweit vergeben. In dieser Spalte kann sich folgendes Icon  befinden, dies führt zu Angaben zu diesem Baudenkmal bei Wikidata.
- Ausweisungsart: Die Einordnung des Denkmales nach § 2 Abs. 2 DenkmSchG LSA
- Bild: Ein Bild des Denkmales, und gegebenenfalls einen Link zu weiteren Fotos des Kulturdenkmals im Medienarchiv Wikimedia Commons. Wenn man auf das Kamerasymbol klickt, können Fotos zu Kulturdenkmalen aus dieser Liste hochgeladen werden: